# Glenea lateflavovittata
Glenea lateflavovittata é uma espécie de escaravelho da família Cerambycidae. Foi descrito por Stephan von Breuning em 1980.